# Segelfluggelände Oberhinkofen

i7
i11
i13
Das Segelfluggelände Oberhinkofen liegt im Ortsteil Oberhinkofen von Obertraubling im Landkreis Regensburg in Bayern, etwa 2 Kilometer südwestlich des Zentrums von Obertraubling und etwa 8,5 Kilometer südwestlich von Regensburg.

## Flugbetrieb
Das Segelfluggelände ist mit einer 600 m langen und 30 m breiten Start- und Landebahn aus Gras (Richtung 05/23) ausgestattet. Es hat eine Betriebszulassung für Segelflugzeuge, Motorsegler und Ultraleichtflugzeuge. Der Start von Segelflugzeugen erfolgt per Windenstart und Flugzeugschlepp. Der Halter und Betreiber des Segelfluggeländes ist der Luftsportverein Regensburg e. V. Der Verein wurde 1950 gegründet.